# Peter Samulski
Peter Samulski (* 14. Dezember 1938 in Braunsberg; † 8. Januar 2012 in Münster) war ein deutscher Bibliothekar und Langstreckenläufer. Er war Deutscher, Europa-, Weltmeister sowie Weltrekordhalter und gilt als einer der erfolgreichsten Ultra-Langstreckenläufer Deutschlands. Samulski war als Bibliotheksdirektor an der Universitäts- und Landesbibliothek Münster beschäftigt.

## Leben
Peter Samulski war der Sohn des Bibliothekars Robert Samulskis und dessen Frau, der Bibliothekarin Margarete Samulski,m geborene Heilmann, Tochter des bekannten Schriftleiters der „Brieger Zeitung“. Aus der Ehe gingen zwei Kinder hervor, Peter und Christine.
Im Alter von 44 Jahren entdeckte Peter Samulski 1982 den Ausdauersport für sich. Den ersten Marathonlauf absolvierte Samulski 1983 in Bremen, wo er nach 3:08 h das Ziel erreichte. Von 1985 bis 1993 lief er für den ESV Münster. In dieser Zeit begann er ab 1986 mit Ultraläufen. Vom ESV Münster wechselte er zu den Laufsportfreunden Münster, wo er zugleich im Vorstand tätig war.
Aufgrund seines „lockeren“ Laufstils trug der 1,74 m große und 65 kg schwere Läufer den Spitznamen „Calypso“.
Mit seiner Frau Rotraut hatte er zwei Söhne. Samulski pflegte eine enge Freundschaft mit dem Läufer Roland Winkler.

## Erfolge
1990 lief Samulski bei der ersten gesamtdeutschen 24-Stunden-Meisterschaft in Elze bei einem 24-Stunden-Lauf die Strecke von 261,029 Kilometer und stellt damit einen Weltrekord auf, der bis zu seinem Tode Bestand hatte. Auf der Wettkampfdistanz von 100 km wurde er in der Altersklasse M50–59 Vizeweltmeister. Seine Bestzeit beim Marathon lag bei 2:38:23 h.
Samulski nahm weltweit an 350 Wettkämpfen teil, darunter 105 Marathons, etwa 75 Ultramarathons und elf 100-km-Läufe. Weiterhin ging er an sieben deutschen Marathon-Meisterschaften an den Start. Darüber hinaus war er Teilnehmer bei sieben deutschen 100-km-Meisterschaften, bei denen er zweimal den elften Platz im Gesamtklassement, einmal den zweiten Platz und einmal den vierten Platz in der Altersklasse 50 erreichen konnte. 1999 wurde er in Troisdorf Vizemeister in der Altersklasse 60. Darüber hinaus nahm er sechs Mal an 24-Stundenläufen teil, bei denen er in Mörlenbach, Elze und Köln dreimal Meister der Deutschen Ultramarathon-Vereinigung im Gesamtklassement in den Jahren 1989, 1990 und 1992 wurde. Bei der Europameisterschaft in Apeldoorn erreichte Samulski den achten Einzelplatz und wurde Sieger mit der deutschen Mannschaft an der Seite von Helmut Schieke und Hans-Martin Erdmann. Zusammen mit Schieke, Valerie Klement wurde er mit der deutschen Mannschaft Weltmeister und zugleich Vizeweltmeister in der Einzelwertung.

## Persönliche Bestleistungen
Peter Samulski konnte folgende persönliche Bestleistungen erreichen:
| Lauf            | Dauer bzw. Distanz | Ort             | Datum               |
| --------------- | ------------------ | --------------- | ------------------- |
| 3 km Bahn       | 10:09 min          | Münster-Hiltrup | 13. Juni 1988       |
| 5 km Bahn       | 16:48 min          | Lage/Detmold    | 30. Juni 1988       |
| 10 km Bahn      | 35:26 min          | Hamm            | 3. August 1985      |
| 10 km Straße    | 35:25 min          | Ahlen           | 17. Juni 1990       |
| 15 km Straße    | 54:25 min          |                 | 20. Februar 1988    |
| Stundenlauf     | 16,577 km          | Melle           | 18. Mai 1988        |
| Halbmarathon    | 1:23:19 h          | Duhnen          | 4. September 1994   |
| 25 km Straße    | 1:31:35 h          | Münster-Handorf | 24. September 1988  |
| Marathon        | 2:38:23 h          | Duisburg        | 26. September 1987  |
| 100 km Straße   | 7:15:05 h          | Unna-Lünern     | 30. September 1989  |
| 24-Stunden-Lauf | 261,029 km         | Elze            | 17./18. August 1990 |

## Auszeichnungen
Samulski wurde mehrfach bei der Wahl zum Sportler des Jahres der Stadt Münster geehrt.
Im Berliner Sportmuseum erhielt Samulski noch zu Lebzeiten eine Ausstellung, in der ab dem 5. Dezember 2011 Exponate seiner absolvierten Läufe gezeigt wurden. Für diese spendete Samulski einen Koffer, der diverse Pokale, Wimpel und Trikots seiner Laufkarriere enthielt.

## Schriften
- als Bearbeiter: Technical journals for industry. Institut für Dokumentationswesen, Frankfurt am Main 1970.
- mit Pushpa Sampath: Bibliographical services in India. In: Dokumentation, Fachbibliothek, Werksbücherei, Jg. 19 (1971), Nr. 4, S. 149–161.
- Umzug im eigenen Hause: 640000 Bücher der Universitätsbibliothek Münster wechseln ihren Standort. In: ABI Technik, Jg. 10 (1990), S. 61–64.
- Das neue Freihandmagazin der Universitätsbibliothek Münster. In: ABI Technik, Jg. 10 (1990), S. 151–156.